# NICO Touches the Walls
NICO Touches thethas (ニコタッチズザウォールズ, niko tacchizu za wuooruzu) fue una banda de rock formada por el bolichozo en el año 1994 a.c. Tras su creación, casi inmediatamente ganan el "Lotte Prize" en el "Yamaha Teen Music Festival" lo cual los catapulta rápidamente hacia la fama. Tras la abrupta aparición en escena firman con Senya & Co., posteriormente pasando a Ki/oon Records en 2007, discográfica a la que pertenecen bandas populares japonesas como Asian Kung-fu Generation, L'Arc~en~Ciel entre otras. 

Para febrero de 2008 lanzan el sencillo "Yoru no Hate" (夜の果て) siendo este quizá, el álbum que los hace más conocidos aún. Además aparecen con el tema "Broken Youth" en los créditos (o ending) de la popular serie de anime Naruto: Shippūden (episodios 64 al 77), más adelante, en la misma serie componen la canción del octavo opening titulado "Diver".
  Después vuelven a participar en la serie interpretando el decimotercer opening titulado " Niwaka Ame Nimo Makezu "
También interpretan el segundo opening de la reedición de la serie de anime Fullmetal Alchemist, Fullmetal Alchemist: Brotherhood con la canción "Hologram".

El nombre de la banda, según el vocalista de la banda, Tatsuya Mitsumura hace alusión a las barreras y obstáculos en la vida y la ambición a superarlos.

### Separación
La banda se separó el 15 de noviembre de 2019, de acuerdo con la página oficial de la banda, los cuatro integrantes deciden separarse

## Miembros
- Tatsuya Mitsumura (光村 龍哉) - Vocalista, guitarra-8 de septiembre de 1985
- Daisuke Furumura (古村 大介) - Guitarra-1 de marzo de 1985
- Shingo Sakakura (坂倉 心悟) - Bajo-24 de julio de 1985
- Shotaro Tsushima (対馬 祥太郎) - Batería-28 de enero de 1985

## Exmiembros
- Kousuke Noma (野間康介) - Teclados-2 de septiembre de 1978

## Discografía

### Álbumes
|     | Lanzamiento              | Título                   | Posición en ORICON Charts | Ventas |
| --- | ------------------------ | ------------------------ | ------------------------- | ------ |
| 1.º | 24 de septiembre de 2008 | Who are you?             | #11                       | N/A    |
| 2.º | 25 de noviembre de 2009  | Aurora                   | #17                       | 11 322 |
| 3.º | 6 de abril de 2011       | Passenger                | #16                       | 12 965 |
| 4.º | 7 de diciembre de 2011   | HUMANIA                  | #10                       | 15 104 |
| 5.º | 24 de abril de 2013      | Shout to the walls!      | #5                        | N/A    |
| 6.º | 16 de marzo de 2016      | Yuuki mo Ai mo Nai Nante | #5                        | 13 033 |

### Álbumes recopilatorios
|                | Lanzamiento          | Título                                                                 | Posición en ORICON Charts | Ventas |
| -------------- | -------------------- | ---------------------------------------------------------------------- | ------------------------- | ------ |
| 1.º BEST ALBUM | 5 de febrero de 2014 | NICO Touches the Walls no Best (ニコ タッチズ ザ ウォールズ ノ ベスト) | #5                        | N/A    |

### Miniálbumes
|     | Lanzamiento             | Título                     | Posición en ORICON Charts |
| --- | ----------------------- | -------------------------- | ------------------------- |
| 1.º | 2 de febrero de 2006    | Walls Is Beginning (indie) | N/A                       |
| 2.º | 18 de octubre de 2006   | Runova X Handover (indie)  | #229                      |
| 3.º | 21 de noviembre de 2007 | How Are You?               | #127                      |

### Sencillos indie
|    | Lanzamiento         | Título                                           |
| -- | ------------------- | ------------------------------------------------ |
| 1° | 13 de junio de 2007 | Primitive-disc "Eden" (Primitive-disc「エデン」) |

### Sencillos
|      | Lanzamiento             | Título | Posición en ORICON Charts |
| ---- | ----------------------- | --- | ------------------------- |
| 1.º  | 20 de octubre de 2008   | Yoru no Hate (夜の果て, Final de la noche) 1. Yoru no Hate (夜の果て) 2. Bunny Girl to Danny Boy (バニーガールとダニーボーイ) 3. April | #61                       |
| 2.º  | 4 de junio de 2008      | THE BUNGY 1. THE BUNGY 2. SIMON SAID | #49                       |
| 3.º  | 13 de agosto de 2008    | Broken Youth (Juventud Rota) 1. Broken Youth 2. Natsu no Yuki (夏の雪) 3. GUERNICA | #35                       |
| 4.º  | 13 de mayo de 2009      | Big Foot (ビッグフット, Pie Grande) 1. Big Foot (ビッグフット) 2. Tomato (トマト) 3. NICO Touches the Walls TOUR 2008 Bon voyage Etranger Tour Final 2008/12/14 @ AKASAKA BLITZ | #24                       |
| 5.º  | 12 de agosto de 2009    | Hologram (ホログラム, Holograma) 1. Hologram (ホログラム) 2. Fuujin (風人) 3. Aitai Kimochi (あいたいきもち) 4. Hologram ANIME ver. (ホログラム) 5. Hologram (Instrumental) | #11                       |
| 6.º  | 4 de noviembre de 2009  | Kakera -Subete no Omoi-tachi e- (かけら -総べての想いたちへ-) 1. Kakera -Subete no Omoi-tachi e- (かけら -総べての想いたちへ-) 2. Aurora (Prelude) 3. Hologram live ver. 2009/06/20 @ Hibiya Yagaidai Ongakudou (ホログラム) | #26                       |
| 7.º  | 11 de agosto de 2010    | Sudden Death Game (サドンデスゲーム, Juego de Muerte Súbita) 1. Sudden Death Game (サドンデスゲーム) 2. Naku no wa Yamete (泣くのはやめて) 3. Sudden Death Game (Instrumental) 4. Sudden Death Game (Instrumental) (Mitsumura Guitar) 5. Sudden Death Game (Instrumental) (Furumura Guitar) 6. Sudden Death Game (Instrumental) (Sakakura Bass) 7. Sudden Death Game (Instrumental) (Tsuhima Drums) | #28                       |
| 8.º  | 12 de enero de 2011     | Diver (Buzeador) 1. Diver 2. Yuujou Sanka (友情讃歌) 3. LIVE 2010 East×West Apollo to Luna ~Night of Luna~ 4. Diver (Instrumental) | #7                        |
| 9.º  | 17 de agosto de 2011    | Te wo Tatake (手をたたけ) 1. Te wo Tatake (手をたたけ) 2. Sokudo (速度) 3. Te wo Tatake (Instrumental) 4. LIVE 2011 Zepp Tokyo Concert | #15                       |
| 10.º | 16 de mayo de 2012      | Natsu no Daisankakkei (夏の大三角形) 1. Natsu no Daisankakkei (夏の大三角形) 2. Yuudachi March (夕立マーチ) 3. Rappa to Musume (ラッパと娘) 4. Natsu no Daisankakkei (Instrumental) 5. Yuudachi March (Instrumental) | #16                       |
| 11.º | 19 de diciembre de 2012 | Yume 1-gou (夢1号, Sueño No. 1) 1. Yume 1-gou (夢1号) 2. Kessen wa Kinyoubi (決戦は金曜日) 3. Fuujin "Live from ALGORHYTMIQUE" 4. Bicycle "Live from ALGORHYTMIQUE" 5. Me "Live from ALGORHYTMIQUE" | #14                       |
| 12.º | 27 de marzo de 2013     | Mr.ECHO 1. Mr.ECHO 2. Chain Reaction (チェインリアクション) 3. SWEET MEMORIES | #19                       |
| 13.º | 10 de julio de 2013     | Niwaka Ame ni Mo Makezu (ニワカ雨ニモ負ケズ) 1. Niwaka Ame ni Mo Makezu (ニワカ雨ニモ負ケズ) 2. Hi no Ataru Basho (陽のあたる場所) | #13                       |
| 14.º | 5 de marzo de 2014      | Rawhide (ローハイド) 1. Rawhide (ローハイド) 2. Taiyou ga Warattara (太陽が笑ってら) 3. Imitation Gold (イミテイション・ゴールド) | #21                       |
| 15°  | 11 de junio de 2014     | Tenchi Gaeshi (天地ガエシ) 1. Tenchi Gaeshi (天地ガエシ) 2. Hana no Yume (ハナノユメ) | #12                       |
| 16°  | 20 de agosto de 2014    | TOKYO Dreamer 1. TOKYO Dreamer 2. Bakemono (バケモノ) 3. Kimi wa Boku no Mono | #20                       |
| 17°  | 24 de junio de 2015     | Massugu na Uta (まっすぐなうた) 1. Massugu na Uta (まっすぐなうた) 2. Ii Ko ni Naccha Ikenai no (いいこになっちゃいけないの) 3. Yume de Aetara (夢で逢えたら) (Cover) | #16                       |
| 18°  | 2 de septiembre de 2015 | Uzu to Uzu (渦と渦) 1. Uzu to Uzu (渦と渦) 2. Boku wa 30 ni Naru Keredo (僕は30になるけれど) 3. Ramen Tabetai (ラーメンたべたい) | #11                       |
| 19°  | 3 de mayo de 2016       | Strato (ストラト) 1. Strato (ストラト) 2. BAD ROBOT 3. Ojyosan to Koisan (お嬢さんとこいさん) | #13                       |
| 20°  | 11 de noviembre de 2016 | Mashi Mashi (マシ・マシ) 1. Mashi Mashi (マシ・マシ) 2. MOROHA IROHA 3. Taiyou Te ni Tsuki wa Kokoro no Ryoute ni (太陽手に月は心の両手に) | #13                       |